# ويليام بينيت (زمار)
ويليام بينيت (بالإنجليزية: William Bennett)‏ هو زمّار أمريكي، ولد في 31 مايو 1956 في نيو هيفن في الولايات المتحدة، وتوفي في 28 فبراير 2013 في سان فرانسيسكو في الولايات المتحدة.

## وصلات خارجية
- ويليام بينيت على موقع ميوزك برينز (الإنجليزية)